# Lagoa Azul (Ilha Grande)
Die Lagoa Azul ist eine Lagune im Norden der brasilianischen Insel Ilha Grande im Bundesstaat Rio de Janeiro. Sie liegt direkt an der Ortschaft Freguesia de Santana. Der Name „Lagoa Azul“ bedeutet auf Deutsch „Blaue Lagune“. Die Lagoa Azul wird durch die Ilha dos Macacos, die Ilha Redonda und die eigentliche Ilha Grande gebildet. Wegen ihres türkis-blauen Wassers und der Ähnlichkeit mit Port Antonio auf Jamaika – dem Ort, wo der Film „Die blaue Lagune“ 1980 gedreht wurde – wird die Lagune „Lagoa Azul“ genannt.
Die Lagoa Azul ist einer der meistbesuchten Orte auf der Ilha Grande. Mit einer Vielzahl von Fischen und Korallen, die in ihr heimisch sind, wird die Lagune regelmäßig von kleinen Schiffen angefahren, wo Touristen und Inselbewohner schnorcheln und tauchen. Man erreicht sie am einfachsten über den Wasserweg. Aus dem Hauptort der Ilha Grande, Vila do Abraão starten Tagesausflüge für Touristen. Wer die Lagune zu Fuß erreichen will, nimmt einen Pfad, der von der Bucht Saco do Céu nach Freguesia de Santana führt.